# 島村 (富山県)
島村（しまむら）は、かつて富山県上新川郡にあった村。

## 沿革
- 1889年（明治22年）4月1日 - 町村制の施行により、上新川郡向新庄村、中間島村、本郷島村、河原新村、藤木新村、大中島村、藤木村、朝日村、朝日新村、日俣村、高島新村、金代村、町新村、大江干村、一本木村、手屋村、金泉寺村、五本榎村、中野新村、宮成新村、川原毛村及び新庄野村の区域の一部の区域をもって、上新川郡島村が発足する。村役場は藤木534番地に置かれた[1]。
- 1914年（大正3年）8月 - 村役場が大水害で流失したため、藤木地内の円正寺に仮の村役場を設置[1][2]。
- 1923年（大正12年）4月 - 村役場が大江干78番地に竣工した島村伝染病隔離病棟に、腸チフス患者の治療退院後に移転[1]。
- 1940年（昭和15年）9月1日 - 富山市に編入する。村役場は富山市役所島出張所となる[1]。

## 歴代村長
出典→
1. 島崎良太郎（1889年6月10日 - 〔満期〕、1893年6月30日 - 〔満期〕、1897年6月3日 - 1900年11月21日〔退職〕）
2. 寺島喜作（1901年8月19日 - 1905年8月18日〔満期〕）
3. 中山義衛（1906年2月27日 - 1906年11月21日〔辞職〕）
4. 細川義光（1906年12月24日 - 1907年8月1日〔辞職〕）
5. 福山健之助（1907年8月1日 - ）
6. 高城馨（1907年10月18日 - 1908年4月20日〔辞職〕）
7. 日俣彦三郎（1908年6月9日 - 1908年8月25日〔辞職〕）
8. 中崎彌次郎（1909年5月31日 - 1912年12月6日〔辞職〕、1913年1月8日 - 1917年1月7日〔満期〕）
9. 中森宗四郎（1917年1月27日 - 1921年1月26日〔満期〕）
10. 和田安左衛門（1921年5月25日 - 1922年6月14日〔死亡〕）
11. 島田武吉（1922年7月13日 - 1926年7月12日〔満期〕、1926年7月13日 - 1930年7月12日〔満期〕、1930年8月1日 - 1934年7月31日〔満期〕）
12. 清水佐七（1934年8月5日 - 1936年2月27日〔辞職〕）
13. 島田武吉（1936年3月24日 - 1940年3月23日〔満期〕）
14. 高城騰平（1940年6月8日 - 1940年8月31日〔富山市へ合併のため失職〕）